# Nothoscordum
Nothoscordum is een geslacht uit de narcisfamilie (Amaryllidaceae). De soorten komen voor op het Amerikaanse continent.

## Soorten
- Nothoscordum achalense Ravenna
- Nothoscordum albitractum Ravenna
- Nothoscordum altillanense Ravenna & Biurrun
- Nothoscordum andicola Kunth
- Nothoscordum aparadense Ravenna
- Nothoscordum arenarium Herter
- Nothoscordum auratum Ravenna
- Nothoscordum bahiense Ravenna
- Nothoscordum balaenense Ravenna
- Nothoscordum basalticum Ravenna
- Nothoscordum bivalve (L.) Britton
- Nothoscordum boliviense Ravenna
- Nothoscordum bonariense (Pers.) Beauverd
- Nothoscordum calcaense Ravenna
- Nothoscordum calderense Ravenna
- Nothoscordum cambarense Ravenna
- Nothoscordum capivarinum Ravenna
- Nothoscordum carambolense Ravenna
- Nothoscordum catharinense Ravenna
- Nothoscordum clevelandicum Ravenna
- Nothoscordum collinum Ravenna
- Nothoscordum conostylum Ravenna
- Nothoscordum correntinum Ravenna
- Nothoscordum curvipes Ravenna
- Nothoscordum cuyanum Ravenna
- Nothoscordum demissum Ravenna
- Nothoscordum dialystemon (Guagl.) Crosa
- Nothoscordum dynamiandrum Ravenna
- Nothoscordum empedradense Ravenna
- Nothoscordum entrerianum Ravenna
- Nothoscordum exile Ravenna
- Nothoscordum famatinense Ravenna
- Nothoscordum felipponei Beauverd
- Nothoscordum gaudichaudianum Kunth
- Nothoscordum gibbatum Ravenna
- Nothoscordum glareosum Ravenna
- Nothoscordum gracile (Aiton) Stearn
- Nothoscordum gracilipes Ravenna
- Nothoscordum hirtellum (Kunth) Herter
- Nothoscordum ibiramense Ravenna
- Nothoscordum ineanum Ravenna
- Nothoscordum inundatum Ravenna
- Nothoscordum ipacarainum Ravenna
- Nothoscordum itatiense Ravenna
- Nothoscordum izaguirreae Crosa
- Nothoscordum jaibanum Ravenna
- Nothoscordum leptogynum Ravenna
- Nothoscordum luteomajus Ravenna
- Nothoscordum luteominus Ravenna
- Nothoscordum macrantherum (Kuntze) Beauverd
- Nothoscordum mahui Traub
- Nothoscordum moconense Ravenna
- Nothoscordum modestum Ravenna
- Nothoscordum montevidense Beauverd
- Nothoscordum muscorum Ravenna
- Nothoscordum nublense Ravenna
- Nothoscordum nudicaule (Lehm.) Guagl.
- Nothoscordum nudum Beauverd
- Nothoscordum nutans Ravenna
- Nothoscordum pachyrhizum Ravenna
- Nothoscordum paradoxum Ravenna
- Nothoscordum patricium Ravenna
- Nothoscordum pedersenii Ravenna
- Nothoscordum pernambucanum Ravenna
- Nothoscordum planifolium Ravenna
- Nothoscordum portoalegrense Ravenna
- Nothoscordum pulchellum Kunth
- Nothoscordum punillense Ravenna
- Nothoscordum rigidiscapum Ravenna
- Nothoscordum saltense Ravenna
- Nothoscordum scabridulum Beauverd
- Nothoscordum sengesianum Ravenna
- Nothoscordum setaceum (Baker) Ravenna
- Nothoscordum stenandrum Ravenna
- Nothoscordum subtile Ravenna
- Nothoscordum tafiense Ravenna
- Nothoscordum tarijanum Ravenna
- Nothoscordum tenuifolium Ravenna
- Nothoscordum tibaginum Ravenna
- Nothoscordum tricostatum Ravenna
- Nothoscordum tuyutiense Ravenna
- Nothoscordum umburucuyanum Ravenna
- Nothoscordum uruguaianum Ravenna
- Nothoscordum velazcoense Ravenna
- Nothoscordum vernum Phil.
- Nothoscordum vigilense Ravenna
- Nothoscordum vittatum (Griseb.) Ravenna
- Nothoscordum yalaense Ravenna
- Nothoscordum yatainum Ravenna

## Hybriden
- Nothoscordum ×borbonicum Kunth

... · 
Acis · 
Amaryllis · 
Boophone · 
Clivia · 
Crinum (Haaklelie) · 
Galanthus (Sneeuwklokje) · 
Hippeastrum · 
Hymenocallis · 
Leucojum (Narcisklokje) · 
Narcissus (Narcis) · 
Pancratium · 
Scadoxus · 
Sprekelia · 
Sternbergia · 
...